# マガモ
マガモ（真鴨、学名：Anas platyrhynchos）は、カモ目カモ科に分類される鳥類の一種。

## 分布
北半球の冷帯から温帯に広く分布し、北方で繁殖するものは冬季は南方への渡りをおこない越冬する。
日本では、亜種マガモが冬鳥として北海道から南西諸島まで全国的に渡来する。北海道と本州中部の山地では少数が繁殖する。
本州中部以南で、本種が繁殖したとの記録がたまに見受けられるが、これはアヒル・アイガモが繁殖した可能性が高い。アヒル・アイガモとマガモは生物学的には同じ種であり、識別のしがたい場合もある。

## 形態
体長50-65 cm。翼開長75-100 cm。繁殖期のオスは黄色のくちばし、緑色の頭、白い首輪、灰白色と黒褐色の胴体とあざやかな体色をしている。メスはくちばしが橙と黒で、ほぼ全身が黒褐色の地に黄褐色のふちどりがある羽毛におおわれる。非繁殖期のオスはメスとよく似た羽色（エクリプス）になるが、くちばしの黄色が残るので区別できる。幼鳥は、くちばしに褐色みがある。

## 生態
非繁殖期は、湖沼、河川、海岸に生息する。群れを形成して生活する。越冬中の10月末-12月につがいを形成し、春には雄雌が連れ立って繁殖地へ渡る。繁殖期は湖沼、池、湿地の周辺の草地などに生息する。

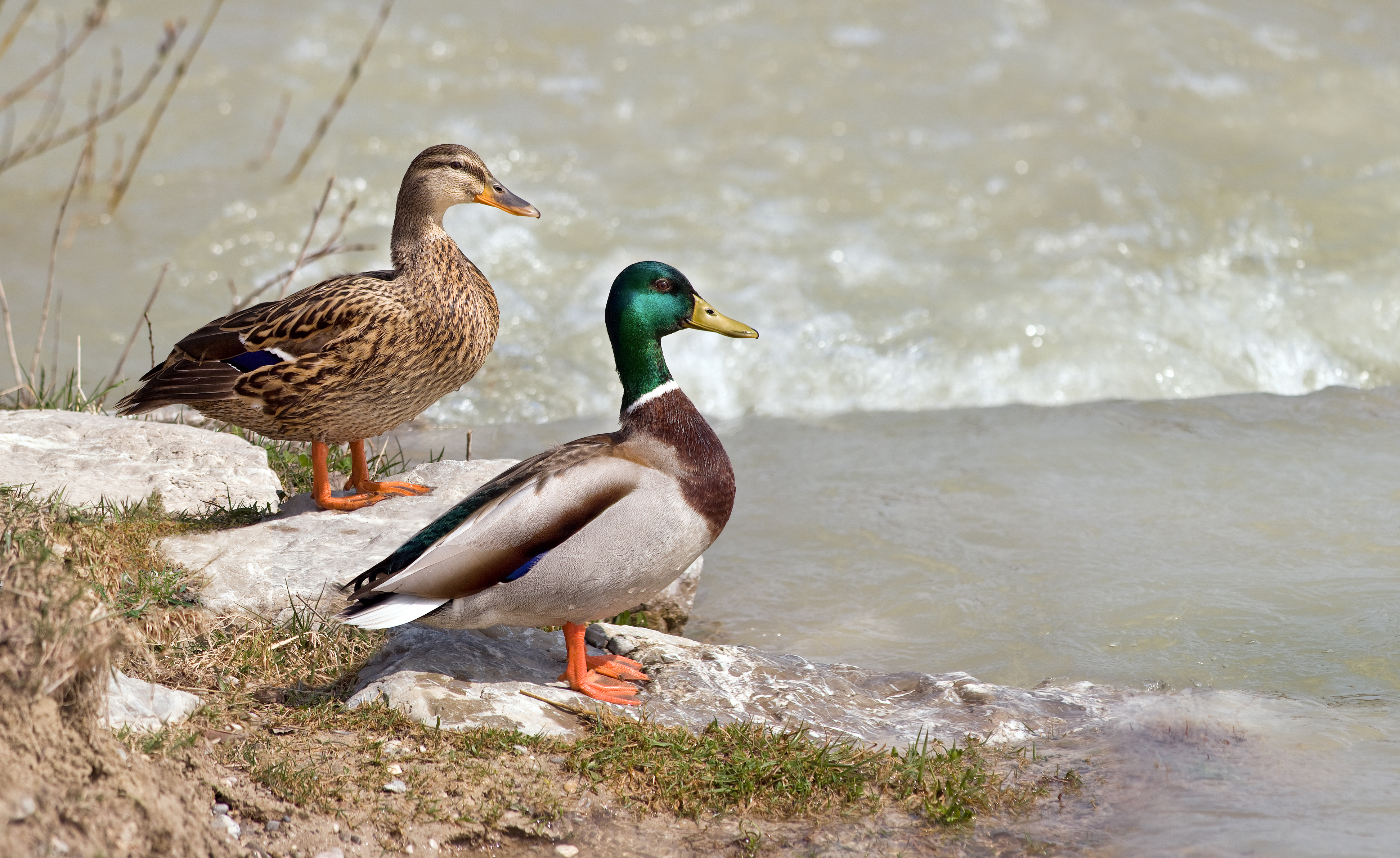
雌雄のマガモ

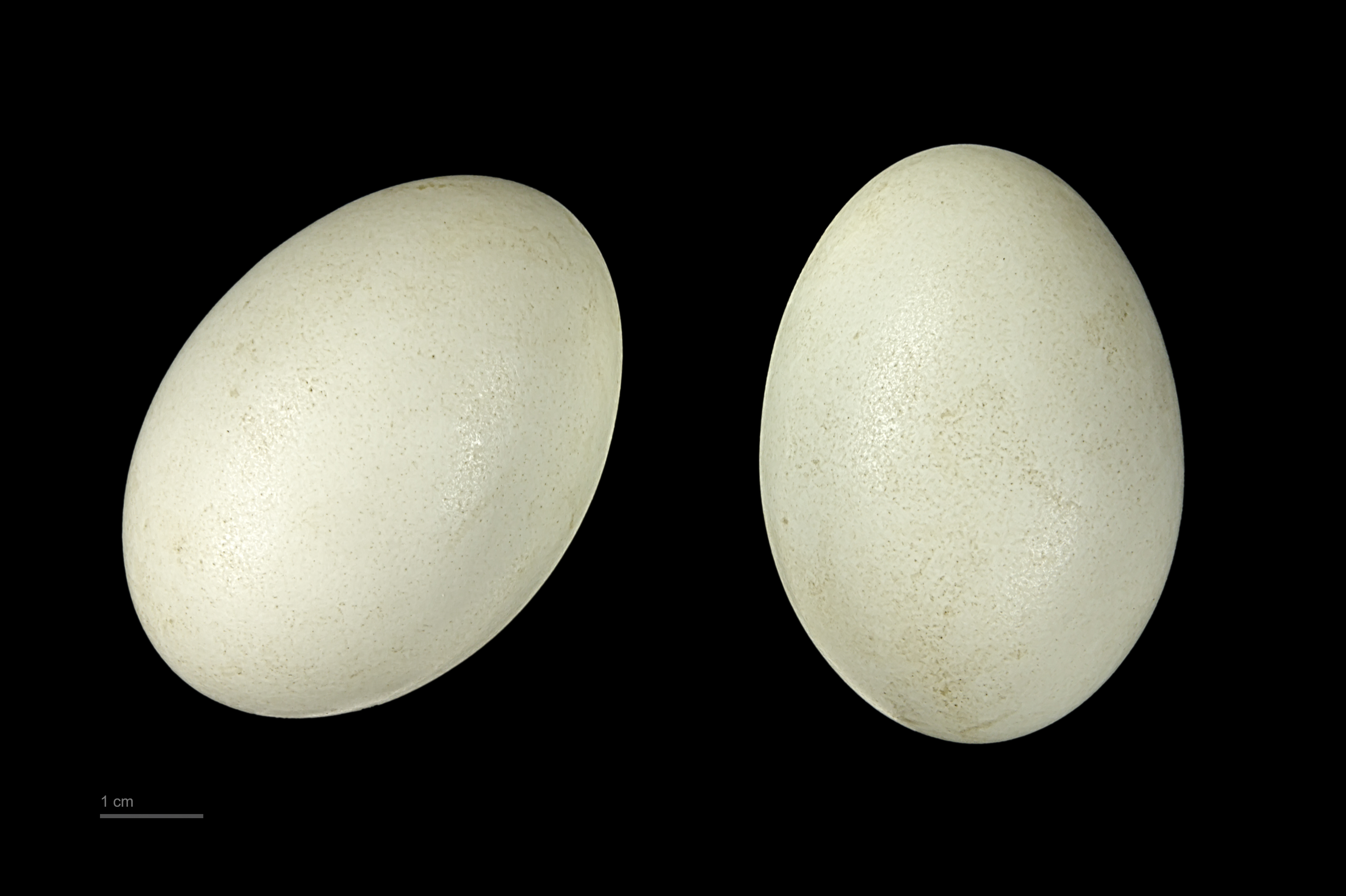
Anas platyrhynchos

食性は植物食が主の雑食。水草の葉や茎、植物の種子、貝などを食べる。水面を泳ぐのは上手だがもぐれず、水中に首を突っ込んだり逆立ちしたりしてえさをとる様子がよく見られる。
繁殖形態は卵生。繁殖期は4-8月で、水辺に近い草地の地上に座って首で引き寄せられる範囲の草をあつめて浅い皿状の巣を作り、1～13個（平均11個）産卵する。卵は白色で平均サイズは57×41mm。他のカモ類と同様、抱卵・育雛はメスのみで行う。卵は抱卵開始から28～29日で孵化し、雛は42～60日で飛べるようになる。

## 亜種
以下の亜種に分類される。
- Anas platyrhynchos platyrhynchos マガモ
- Anas platyrhynchos conboschus グリーンランドマガモ - 大型で淡色。グリーンランドに分布。
- Anas platyrhynchos maculosa マダラマガモ - 北アメリカのメキシコ湾の沿岸に分布。
- Anas platyrhynchos diazi メキシコマガモ - 雌雄とも褐色。北アメリカのニューメキシコからメキシコ高地まで分布。
- Anas platyrhynchos diazi フロリダマガモ - メキシコマガモと似るが、体色に赤みがある。フロリダ半島からメキシコ国境まで分布。
- Anas platyrhynchos wyvilliana ハワイマガモ - ハワイ諸島に分布。独立種Anas wyvillianaとして扱う説も有力である。
- Anas platyrhynchos laysanensis レイサンマガモ - レイサン島に分布。独立種Anas laysanensisとして扱う説も有力である。

## 人間との関係

### 狩猟
食用として古来から狩猟がおこなわれてきた。日本においては、鳥獣保護法により狩猟鳥に指定されている種の多くがカモ科であるが、各種カモ肉の中でも本種の肉は質、量ともに最高位とされる。本種の肉にはカルガモやヒドリガモのような臭みがなく、その点も評価されるポイントになっている。
なお狩猟対象としての本種は、オスの特徴である緑色の頭部にちなんだアオクビという呼び方をされることが多い。

### 家禽

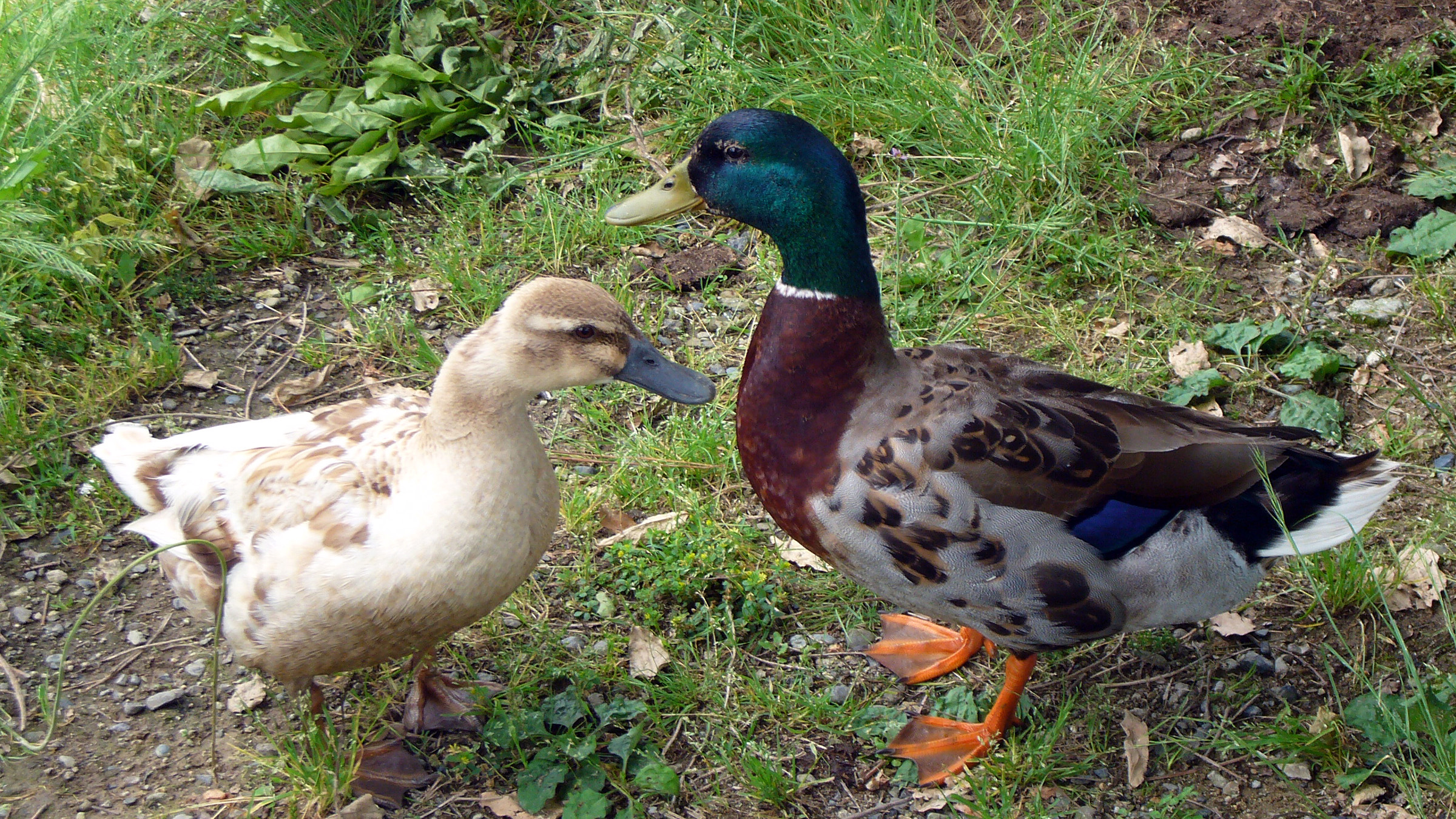
アヒル(右がオス・左がメス)

古来より人の手で家禽としても飼いならされてきた。アヒルの先祖はこのマガモであり、アヒルとマガモのかけあわせがアイガモである。もともと人になつきやすく、都市部の池などではよく餌付けされる。また、建物や街路樹の木のうろに営巣する例もあるという。
近年になって、アイガモ農法などでアイガモが野飼いされるようになり、それに伴ってアイガモとも本種とも見分けのつかない個体が出現するようになった。そういった兆候を捉えて、アイガモやアヒルと野生の本種の間で遺伝子汚染がかなり進んでいるといった懸念をする研究者もいる。

### 雄の羽根の色
マガモのオスの頭部の緑色は東西で注目され「鴨の羽色」「ダックブルー」などの色がある。
また中国と北朝鮮の国境になっている鴨緑江は水の色がマガモのオスの色に似ていることからついたという説がある、

## 種の保全状況評価
国際自然保護連合（IUCN）により、軽度懸念（LC）の指定を受けている。
日本の以下の都道府県でレッドリストの指定を受けている。
- 準絶滅危惧（NT） - 栃木県
- 地域個体群（LP） - 長野県

## 名称
種小名 platyhynchosは「広い嘴」という意味がある。属名の Anasはラテン語でカモ類を指す単語である。

## フォト・ギャラリー

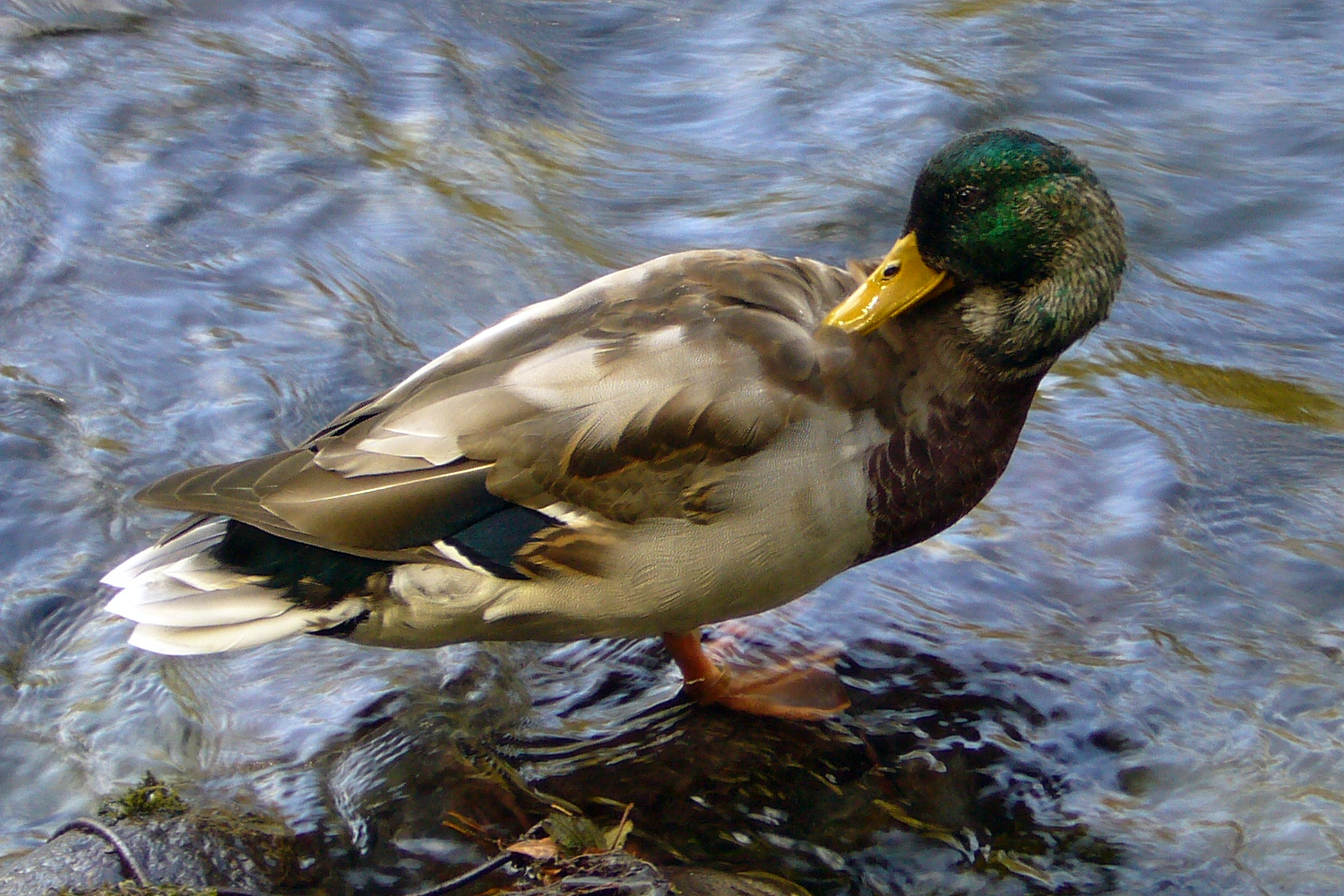
1/4 （連続写真,上高地）
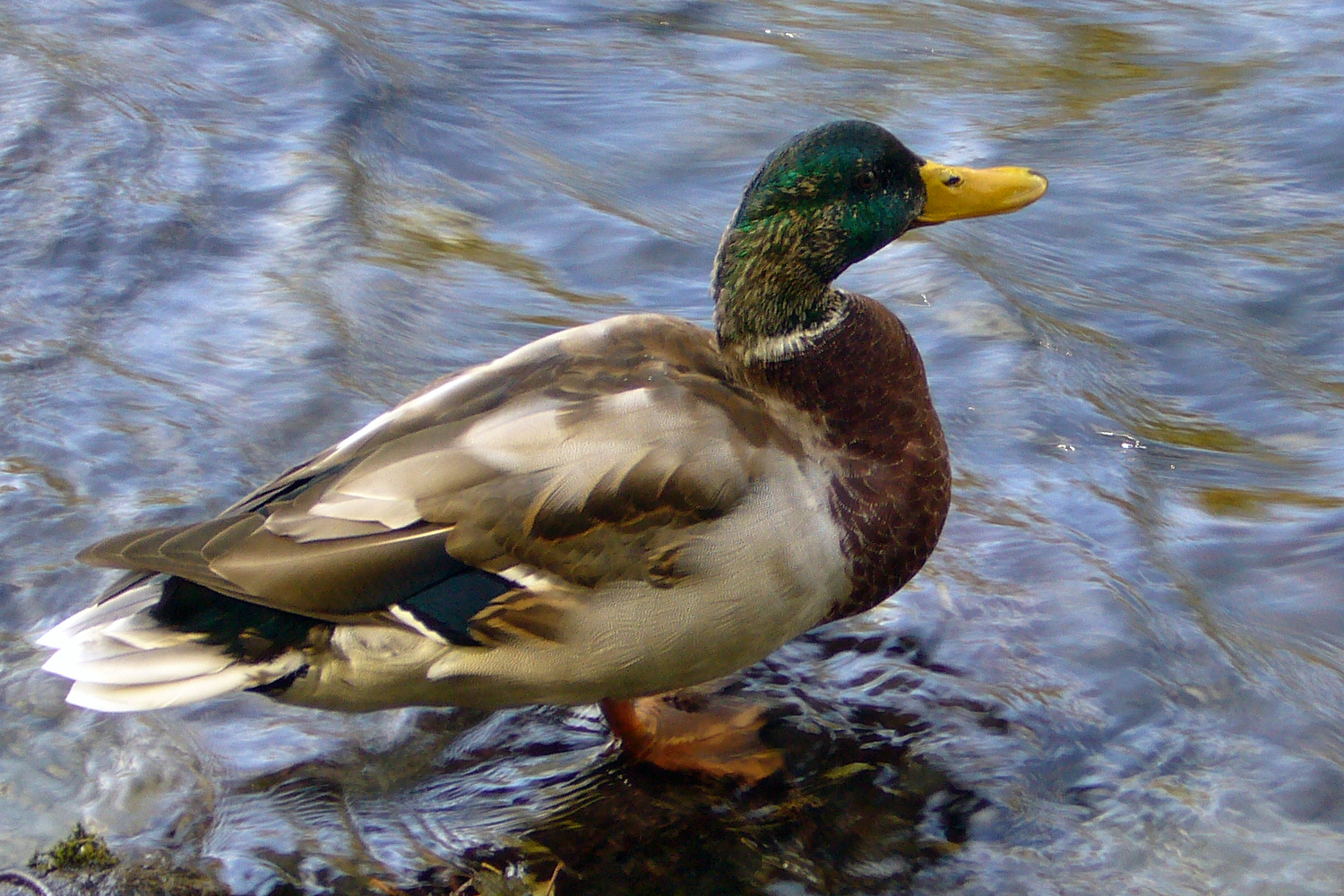
2/4
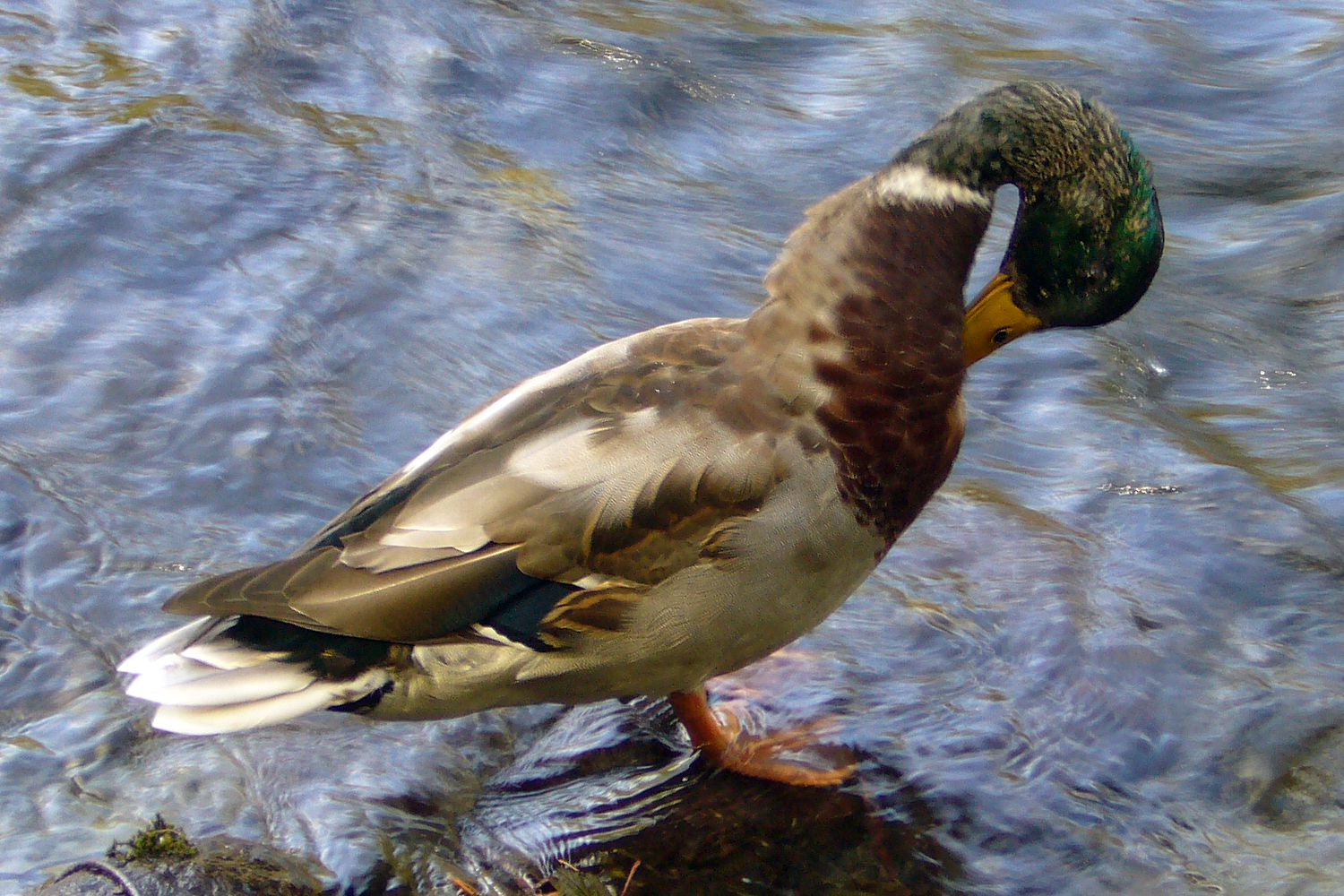
3/4
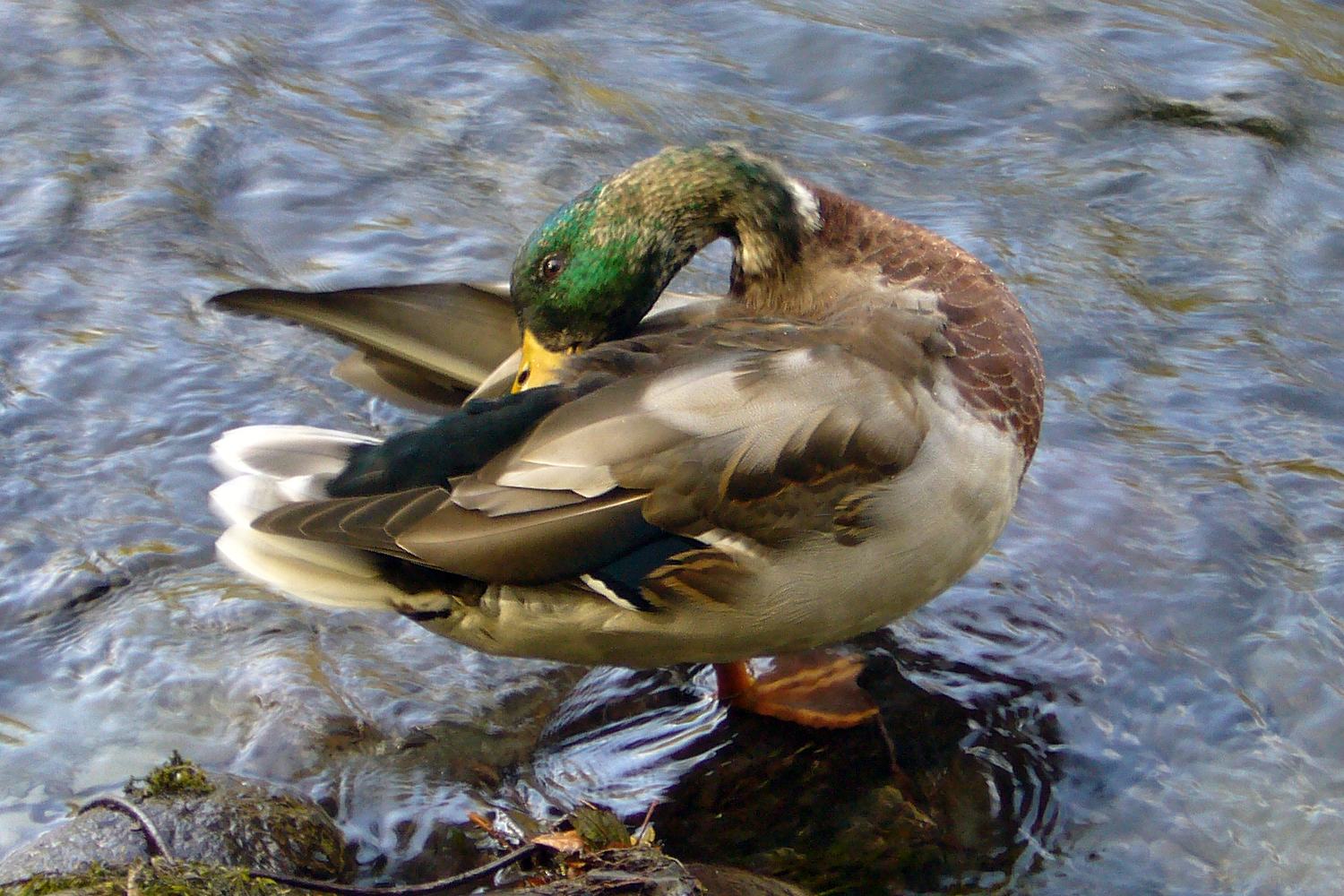
4/4
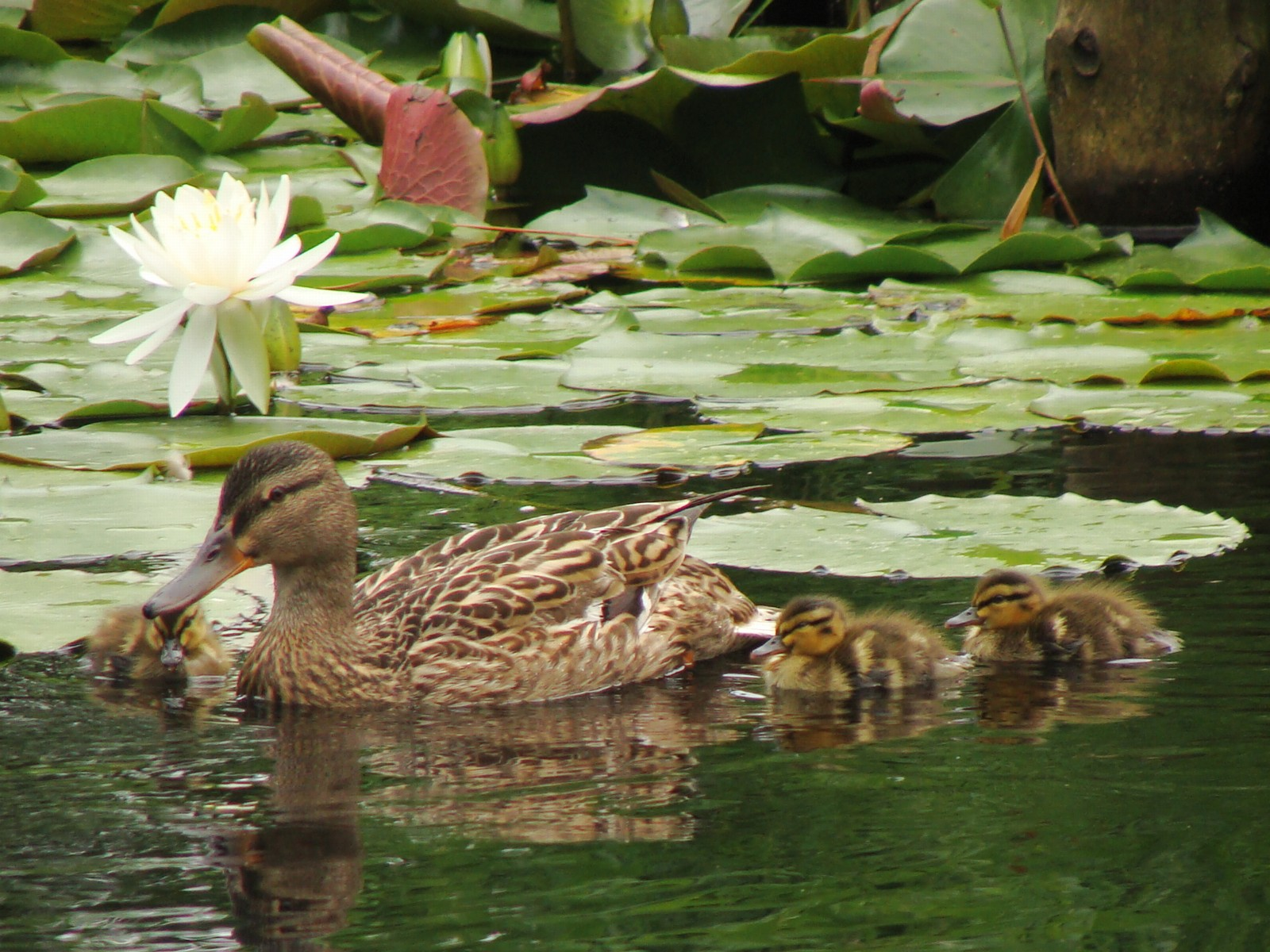
マガモの母子
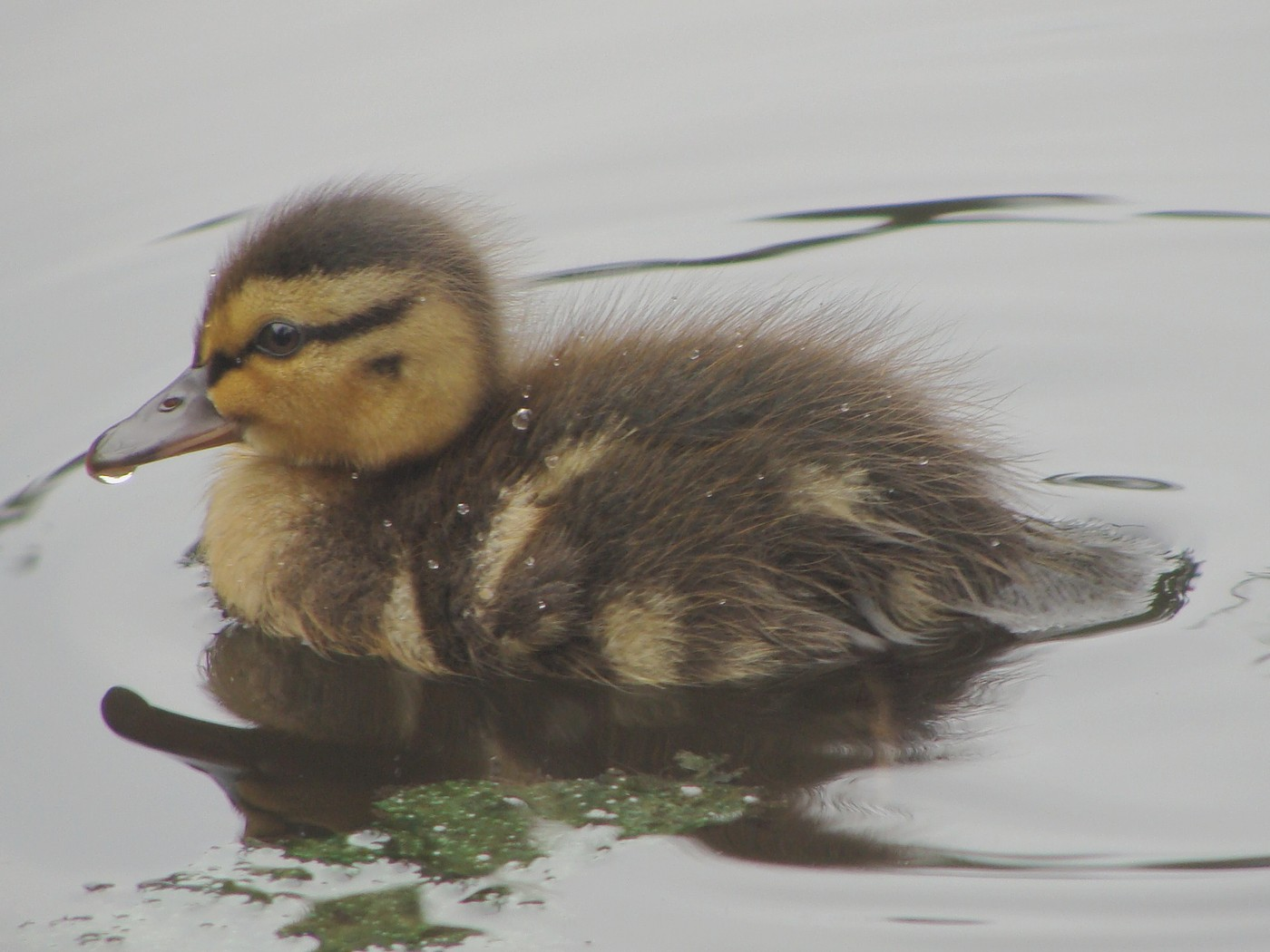
マガモのヒナ（真横）
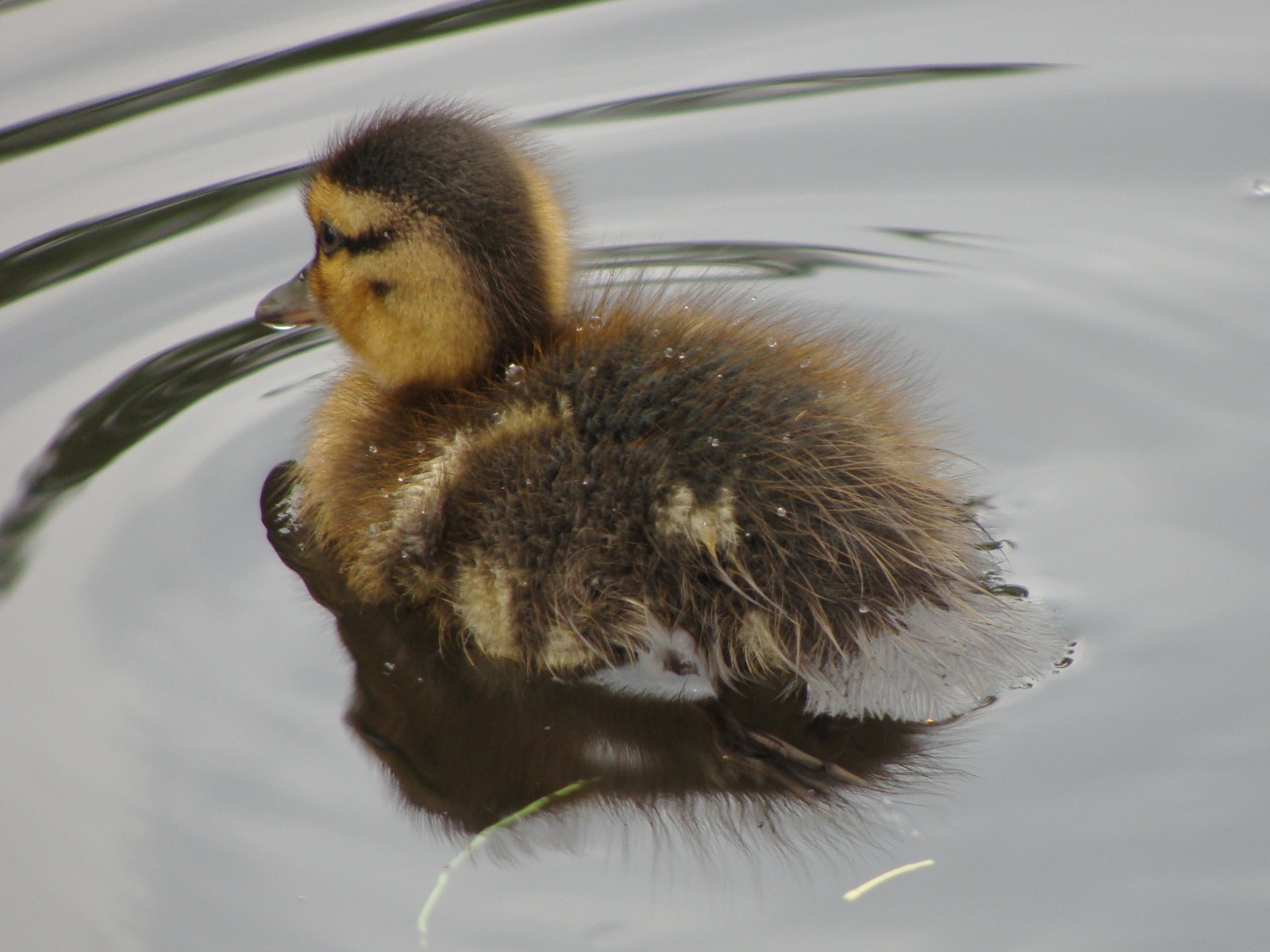
マガモのヒナ（斜め後方）
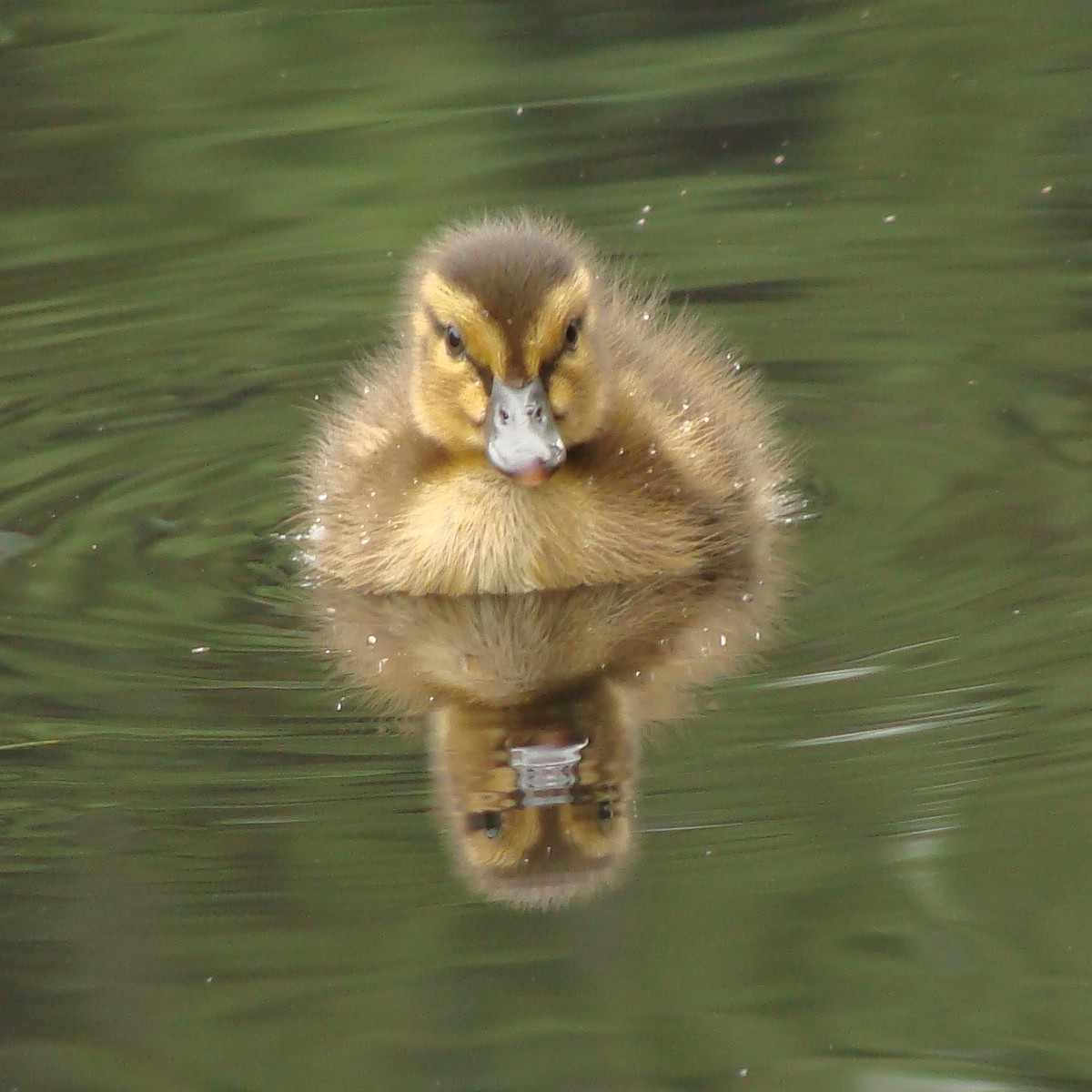
マガモのヒナ（真正面）
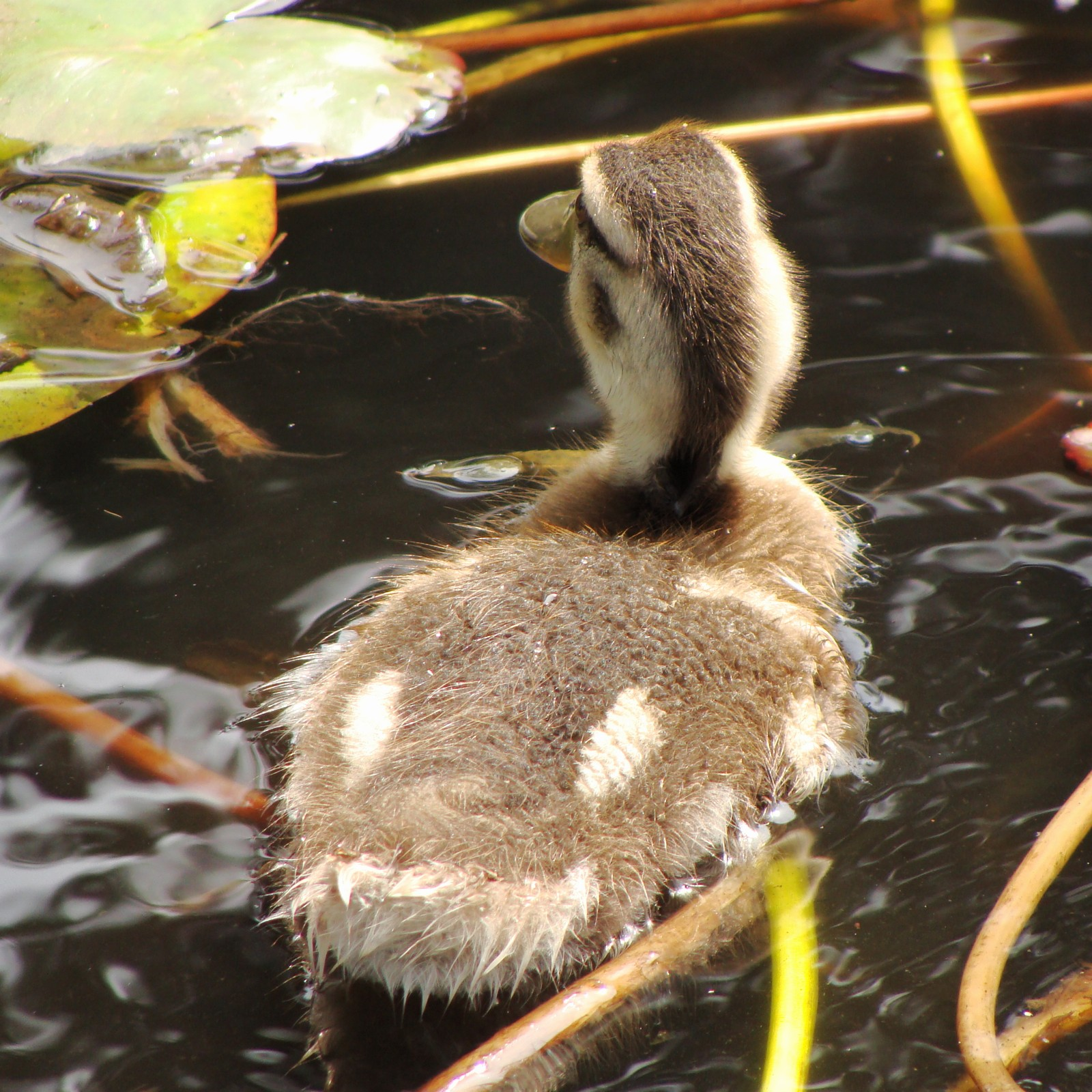
マガモのヒナ（ほぼ後方見下ろし）
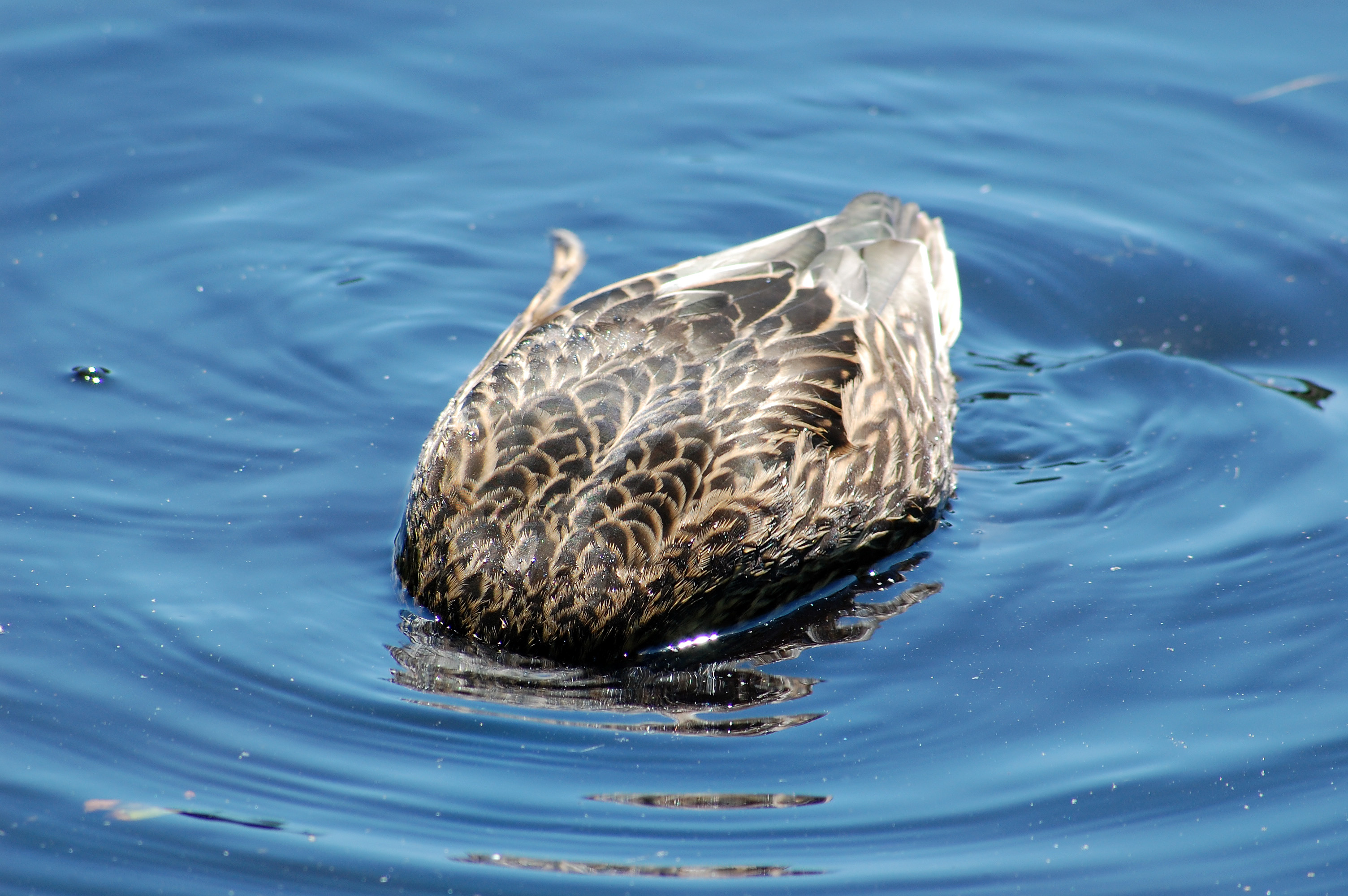
採食の際は、逆立ちする。
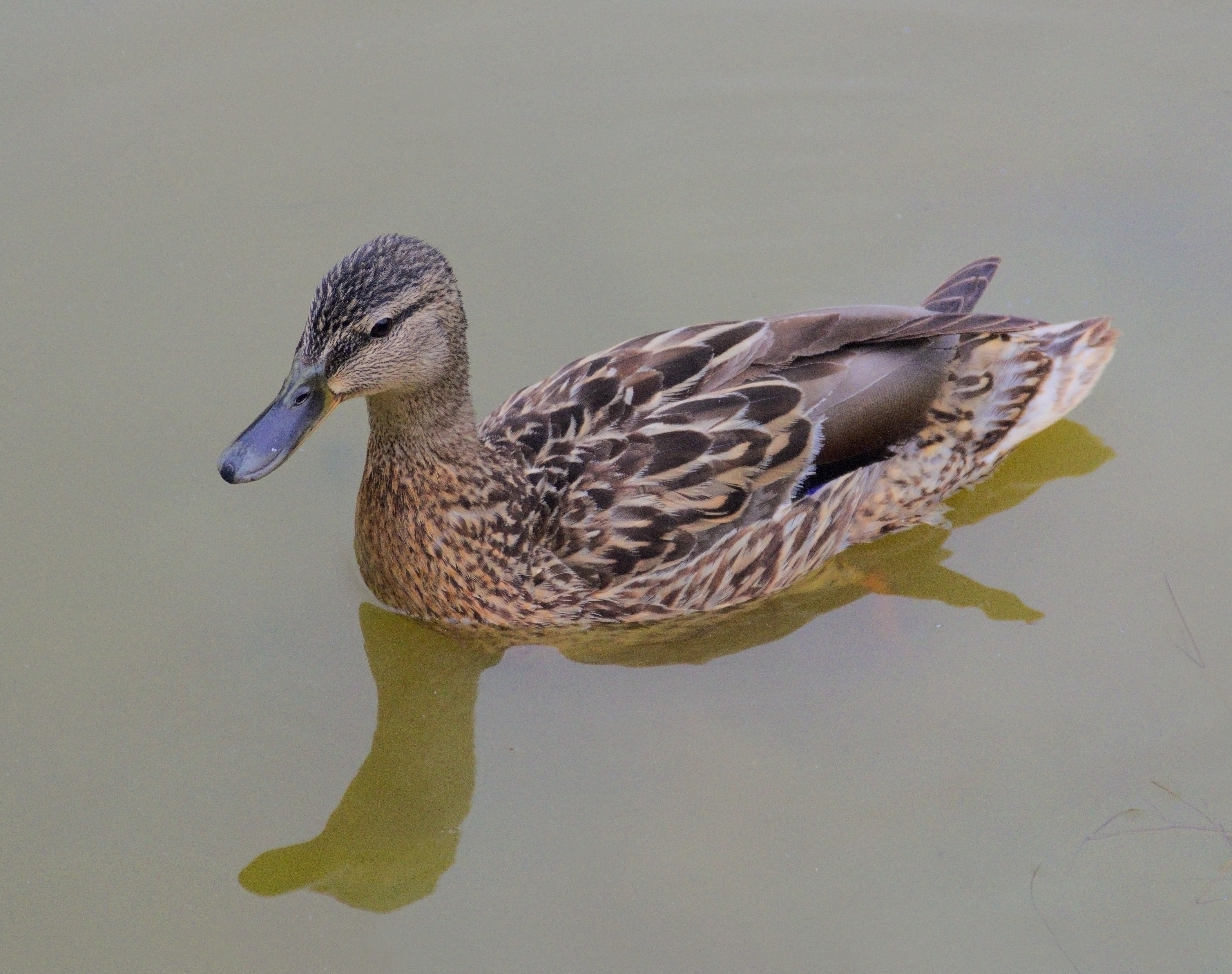
若いマガモ